# Андрей Шлейфер
Андрей Шлейфер (на руски: Андрей Шлейфер; на английски: Andrei Shleifer, произнасяно /ˈʃlaɪfəʁ/) е американски икономист с еврейски произход от Русия. Към юни 2010 г. заема първо място в класацията на IDEAS/RePEc. 

## Биография
Завършва (1982) бакалавърска степен в Харвардския университет, доктор (1986) на Масачузетския технологичен институт. Преподава в Принстън (1986 – 1987), в Университета в Чикаго (1987 – 1991, професор от 1989) и Харвард (1991).
В началото на 90-те години на 20 век Шлейфер е консултант по проблемите на приватизацията на руското „Госкомимущество“ (държавен орган осъществяващ приватизацията), оглавявано по това време от Анатолий Чубайс.
През 1997 г. Шлейфер, жена му Нанси Цимерман и помощникът му Джонатан Хей са обвинени от американските държавни органи в нарушение на законите за корупция, тъй като в допълнение към консултантската си дейност са закупили акции на приватизирани руски предприятия (включително „Ростелеком“; „Газпром“; "Пурнефтегаз; „Черногорнефт“; Иркутския, Саянския и Братския металургичен комбинат).
Независимо от обвиненията за корупция и конфликт на интереси при закупуването на акциите, Шлейфер не е отстранен от заеманата академична длъжност в САЩ, което се дължи в голяма степен на подкрепата на бившия американски министър на финансите, а впоследствие ректор на Харвардския университет Лоурънс Съмърс.
През 2005 г. Шлейфер е осъден да заплати глоба в размер на 2 млн. щатски долара, като първоначалното обвинение срещу Шлейфер, жена му и съдружника му е за увреждане на американската държава със сума в размер на над 100 милиона щатски долара.